# Muntić
Muntić (en italien : Monticchio) est une localité de Croatie située en Istrie, dans la municipalité de Ližnjan, dans le comitat d'Istrie. En 2001, la localité comptait 376 habitants.

## Démographie
| 1948 | 1953 | 1961 | 1971 | 1981 | 1991 | 2001 |
| ---- | ---- | ---- | ---- | ---- | ---- | ---- |
| 322  | 296  | 297  | 299  | 301  | 312  | 376  |